# Edwin Cannan
Edwin Cannan (1861 – 8 de abril de 1935) foi um economista Britânico e historiador do pensamento económico. Foi professor na London School of Economics (LSE) entre 1895 e 1926.
Defensor do Jevonianismo, Edwin Cannan é mais conhecido pela sua dissertação lógica e destruição da Teoria Económica Clássica no seu texto famoso de 1898, History of the Theories of Production and Distribution. Embora Cannan tivesse dificuldades pessoais e profissionais com Alfred Marshall, foi sempre fiel aos Marshall na LSE entre 1895 e 1926. Durante este tempo, particularmente durante o seu tempo como presidente depois de 1907, Edwin Cannan liderou a LSE desde as suas origens no socialismo Fabiano para o Marshallianismo. Este período durou apenas até o momento em que o seu protegido, Lionel Robbins, o sucedeu com o seu pensamento mais "Continental".
Embora Cannan nos seus primeiros anos como economista tenha sido crítico de economia clássica e aliado dos intervencionistas, ele converteu-se ao liberalismo clássico no início do século XX.

## Trabalhos
- Elementary Political Economy, 1888.
- The Origin of the Law of Diminishing Returns, 1813-15, 1892, EJ.
- Ricardo in Parliament, 1894, EJ.
- A History of the Theories of Production and Distribution in English Political Economy from 1776 to 1848, 1898.
- Preface and Introduction to Adam Smith's "Wealth of Nations", 1904.
- The Economic Outlook, 1912.
- Wealth, 1914.
- Early History of the term "Capital", 1921, QJE.
- An Application of the Theoretical Apparatus of Supply and Demand to Units of Currency, 1921, EJ.
- Money: Its connexion with rising and falling prices, 1923.
- Monetary Reform, with J.M. Keynes, Addis and Milner, 1924, EJ
- An Economist's Protest, 1927
- A Review of Economic Theory, 1929
- Modern Currency and the Regulation of Its Value, London: D.S. King and Son, 1932.
- Collected Works of Edwin Cannan (1998, 8 volumes), edited by Alan Ebenstein (London & New York: Routledge/Thoemmes Press)

## Ligações Externas
- Edwin Cannan at cepa.newschool.edu
- Cannan index at socserv2.socsci.mcmaster.ca
- Catalogue of Edwin Cannan papers at London School of Economics (LSE) Archives
- Edwin Cannan's Library at LSE Archives